# Пучэн (Вэйнань)
Пучэ́н (кит. упр. 蒲城, пиньинь Púchéng, буквально: «город Пу») — уезд городского округа Вэйнань провинции Шэньси (КНР).

## История
При империи Северная Вэй в 487 году южная часть уезда Байшуй была выделена в отдельный уезд Наньбайшуй (南白水县). При империи Западная Вэй в 554 году уезд Наньбайшуй был переименован в Пучэн.
При империи Тан в 716 году уезд Пучэн был переименован в Фэнсянь (奉先县). При империи Сун в 971 году ему было возвращено название Пучэн.
В 1950 году был создан Специальный район Вэйнань (渭南专区), и уезд вошёл в его состав. В 1956 году Специальный район Вэйнань был расформирован, и уезд стал подчиняться напрямую властям провинции Шэньси. В 1958 году к уезду Пучэн были присоединены уезды Байшуй и Чэнчэн.
В 1961 году Специальный район Вэйнань был создан вновь, и восстановленный в прежних границах уезд вновь вошёл в его состав. В 1969 году Специальный район Вэйнань был переименован в округ Вэйнань (渭南地区). В 1994 году постановлением Госсовета КНР были расформированы Округ Вэйнань и городской уезд Вэйнань, и образован городской округ Вэйнань.

## Административное деление
Уезд делится на 1 уличный комитет и 15 посёлков.